# Wichmannia
Wichmannia is een geslacht van vliesvleugeligen uit de familie Eulophidae. De wetenschappelijke naam van dit geslacht is voor het eerst geldig gepubliceerd in 1916 door Ruschka.

## Soorten
Het geslacht Wichmannia omvat de volgende soorten:
- Wichmannia decorata Ruschka, 1916
- Wichmannia pictipennis Boucek, 1972